# Clube Desportivo de Campinho
O Clube Desportivo de Campinho é uma colectividade da vila portuguesa Albergaria-a-Velha.

## História
O Clube Desportivo de Campinho foi fundado em 24 de março de 1981 no popular bairro de Campinho. O actual presidente é Sandra Fernandes que sucedeu a Eugénio Gonçalves Daniel.
A sede do clube foi inaugurada em Dezembro de 1993 pelo governador civil de Aveiro Gilberto Madail . Na altura tinha 1300 sócios e as secções à época eram: atletismo, natação, futebol de cinco, basquetebol, karaté, campismo e culturismo.
O atletismo é a secção responsável pela criação do clube e por isso mesmo considerada a secção "rainha". O clube organiza anualmente o Grande Prémio de Albergaria-a-Velha de Atletismo, que em 2015 já está na 33ª edição.
A natação é uma das modalidades que tem vindo a ganhar mais força. Outras modalidades são: o basquetebol, o campismo, pedestrianismo e montanhismo, a pesca desportiva, o kickboxing e o kempo (artes marciais federadas).
Para além do desporto, o Clube organiza há muitos anos a concorrida caravana ciclística à praia da Torreira.
Em 2008, o Campinho conquistou o sétimo lugar no Campeonato Regional de Natação. Em 2013, João Laranjeira foi campeão nacional nos 100m Costas nos Campeonatos Nacionais de Juvenis.